# Mohamed Soussi
Mohamed Soussi (Nabeul, 17 de enero de 1993) es un jugador de balonmano tunecino que juega de central en el Al-Salmiya. Es internacional con la selección de balonmano de Túnez.
Con la selección disputó los Juegos Olímpicos de Río de Janeiro 2016.

## Palmarés

### Club Africain
- Liga de Túnez de balonmano (1): 2015
- Copa de Túnez de balonmano (1): 2015
- Campeonato árabe de clubes de balonmano (1): 2012
- Liga de Campeones de África de balonmano (2): 2014, 2015

### Montpellier
- Liga de Campeones de la EHF (1): 2018

### Eurofarm Pelister
- Liga de Macedonia del Norte de balonmano (1): 2023
- Copa de Macedonia del Norte de balonmano (1): 2023

## Clubes
- El Baath Sportif (2010-2012)
- Club Africain (2012-2017)
- Montpellier HB (2017-2020)[3]
- Tremblay-en-France Handball (2020-2022)
- Eurofarm Pelister (2022-2023)
- Al-Salmiya (2023- )